# Nieból
Nieból – debiutancka płyta tarnowskiego zespołu Totentanz, wydana 24 września 2007 roku nakładem wydawnictwa Mystic Production.

## Lista utworów
1. „Poza wszystkim” – 3:48
2. „Oceany gwiazd” – 4:03
3. „Światło dnia” – 4:14
4. „Całkiem sam” – 5:23
5. „Czas ognia” – 3:44
6. „Eutanazja” – 3:55
7. „Zagubieni” – 5:07
8. „Korytarz cieni” – 4:42
9. „Odkłamanie” – 3:32
10. „Tylko krzyk” – 3:56
11. „Zawołać” – 3:53

## Teledyski
- „Poza wszystkim”
- „Całkiem sam”

## Single
- „Nieból”

## Twórcy
- Rafał Huszno – gitara, wokal
- Erik Bobella – gitara basowa
- Adrian Bogacz – gitara
- Sebastian Mnich – perkusja
- gościnnie: Paulina Maślanka z zespołu Delight – wokal